# Nová Ves (Ostrava)
Nová Ves je od 24. listopadu 1990 městským obvodem statutárního města Ostravy. Nachází se také v nížině Ostravská pánev v Moravskoslezském kraji.

## Historie
První písemná zmínka je z roku 1584, ačkoliv obec jako taková byla založena již počátkem 14. století na místě vyklučeného lesa Skřínky. Od roku 1443 zde stávala kaplička, která byla později zbořena a koncem 16. století nahrazena novou. V 18. století k ní byla přistavěna hlavní loď a kaple byla přestavěna na presbytář. Vznikl tak filiální kostel svatého Bartoloměje. V 19. století zdobí oltář epitafní obraz od ostravského malíře Jiřího Milotského z roku 1639.
Z historických záznamů Moravské Ostravy vyplývá, že Nová Ves byla její nejchudší poddanskou vsí. Řeka Odra způsobovala při záplavách škody na úrodě a trvale podmáčená půda nebyla příliš úrodná. Dokladem chudoby je mimo jiné fakt, že mezi obyvateli nebyl ani jeden sedlák. U Nové Vsi ležely rybníky patřící hukvaldskému panství, které je však prodalo olomoucké kapitule. Ta z nich udělala pole. V katastru obce Zábřeh nad Odrou byl pak zřízen dvůr, který však byl záhy prodán. V 80. letech 19. století jej koupil podnikatel Ignác Vondráček. Dvůr se pak stal součástí majetku Dolu Ignát. V současné době slouží dvůr jako školní statek Střední zahradnické školy v Hulvákách.
Vzestup průmyslu v okolí byl pro chudou obec požehnáním. Obyvatelé se již nemuseli živit zemědělstvím, ale pracovní příležitosti nacházeli také v průmyslu dolech. Imigrační vlna nových pracovníků rovněž zvýšila počet obyvatel z původních 659 v roce 1890 na 2275 v roce 1930. Také přítomnost podzemních zdrojů vody našla své využití – roku 1890 zde Moravská Ostrava postavila vodárnu. Ta byla v roce 1908 zmodernizována a rozšířena. Spojení s městy Ostravou a Svinovem zajišťovala tramvajová trať Hulváky–Svinov. Od roku 1913 byla obec přifařena k mariánskohorské farnosti. V letech 1742–1920 byla nepatrná severozápadní část moderního katastru Nové Vsi v rámci Hlučínska součástí pruské provincie Slezska.

## Symboly
Znak a prapor byly uděleny usnesením Rady města Ostravy číslo 3481/88 z 06.09.1994.
Znak
V modrém štítě na zeleném trávníku svatý Bartoloměj ve stříbrném šatě, ve zdvižené pravici držící stříbrný nůž a levicí se opírající o peň stromu přirozených barev.
Prapor
Avers opakuje sv. Bartoloměje a peň ze znaku, revers tvoří tři vodorovné pruhy, modrý, bílý a zelený.